# Biskajersplein

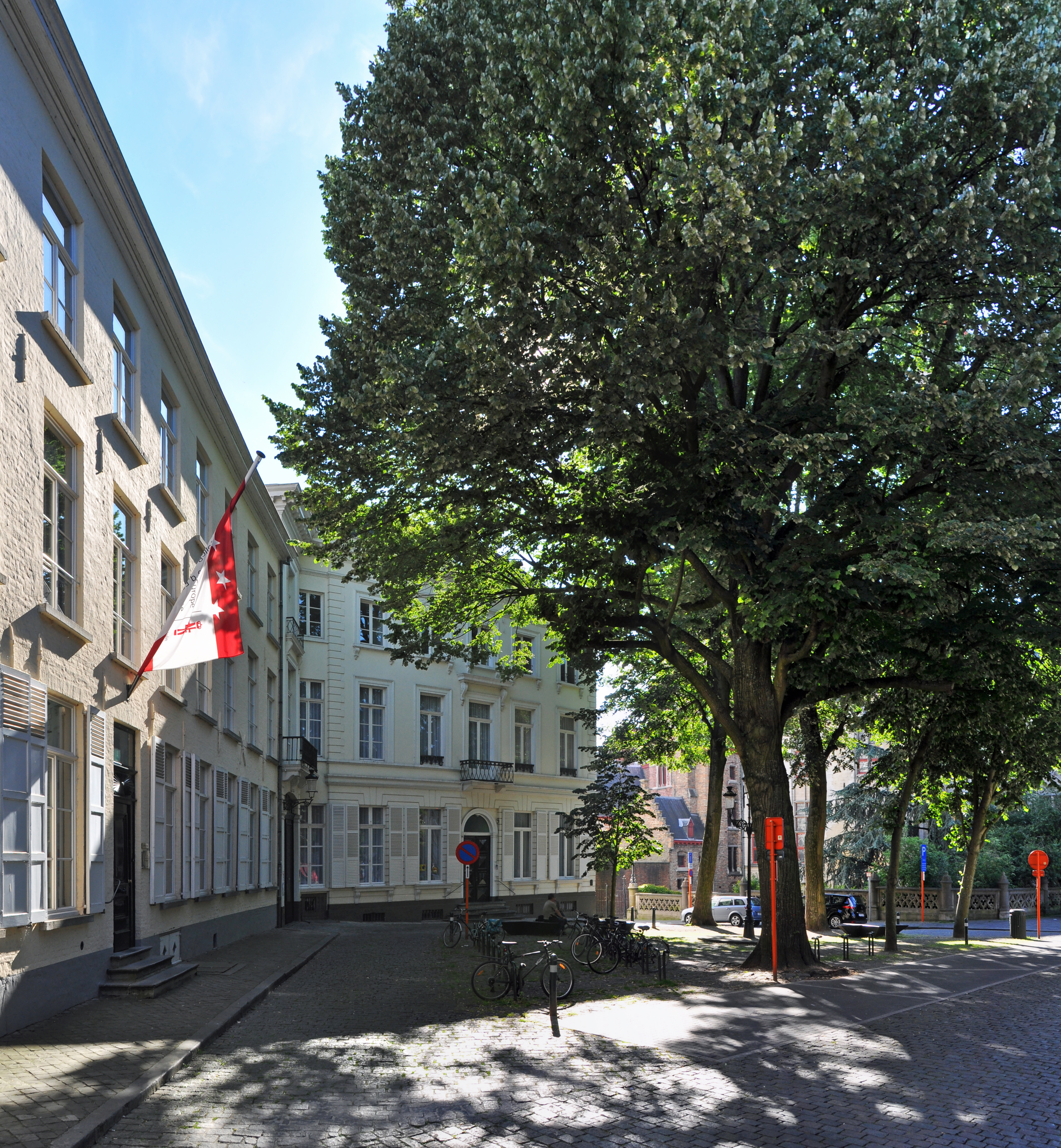
Het Biskajersplein in Brugge

Het Biskajersplein is een pleintje in het centrum van Brugge.

## Beschrijving
Het waren de kooplieden uit Biskaje (Spanje) die er in 1494 twee huizen kochten, om die omstreeks 1512 om te bouwen tot hun natiehuis. Antonius Sanderus noemde het de domus Cantabrica. Het bleef grotendeels intact tot in 1837. De nabijgelegen Kraanrei was nog niet overwelfd en heette toen nog de Corte Spegel Reye, de vaarweg naar de Waterhalle.
Omwille van de nabije aanwezigheid van ook de natiehuizen van Castilië en Navarra werd de wijk ook al eens het Spaans Kwartier genoemd.
Het plein situeert zich tussen het Sint-Jansplein en het Jan van Eyckplein.

## Bekende bewoners
- De humanist Hubertus Goltzius had in 1562 aan het Biskajerplein zijn drukkerij.
- Olivier Roels.
- Maurice De Meester.

## Literatuur

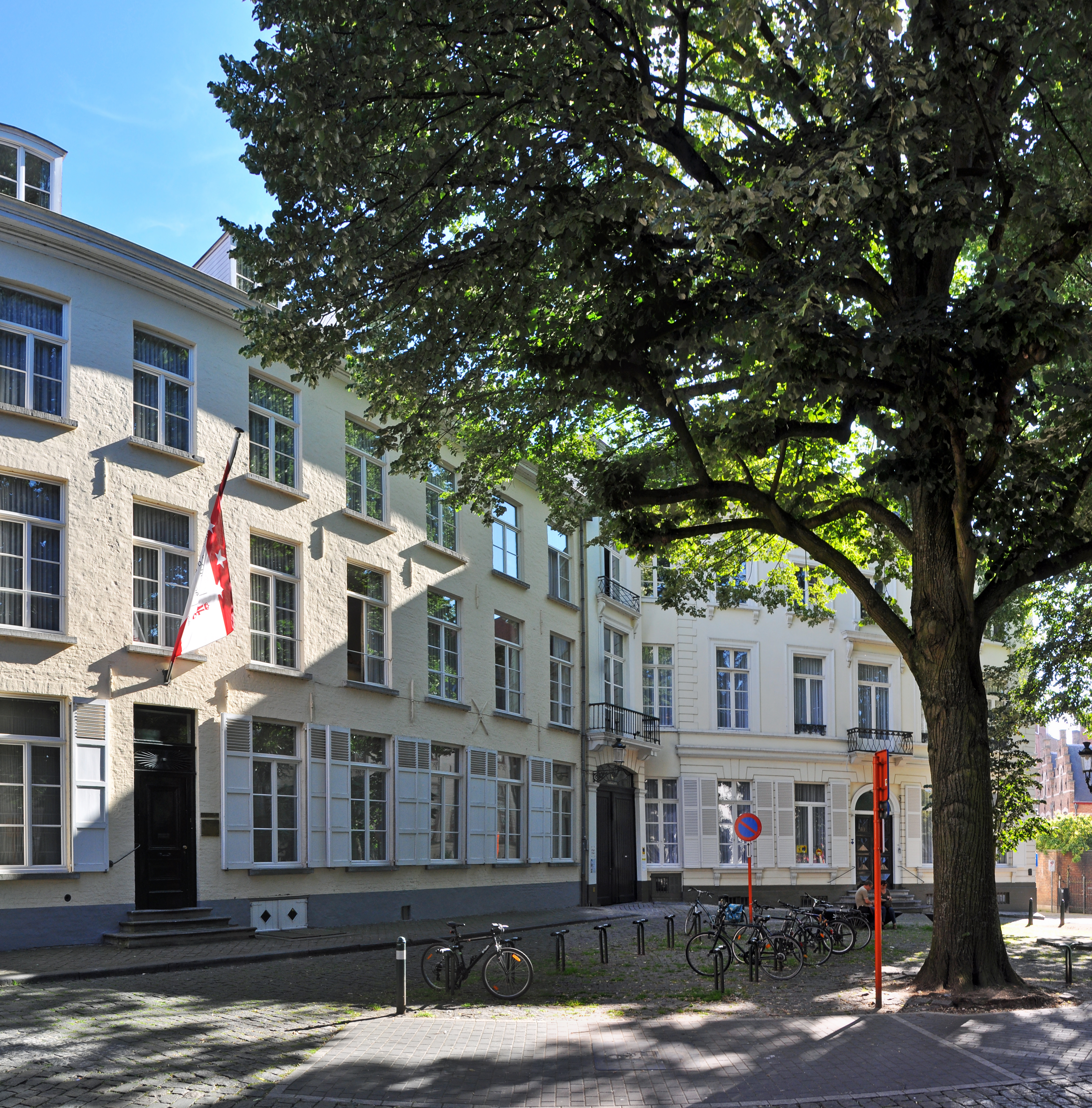
Zuidzijde van het Biskajersplein
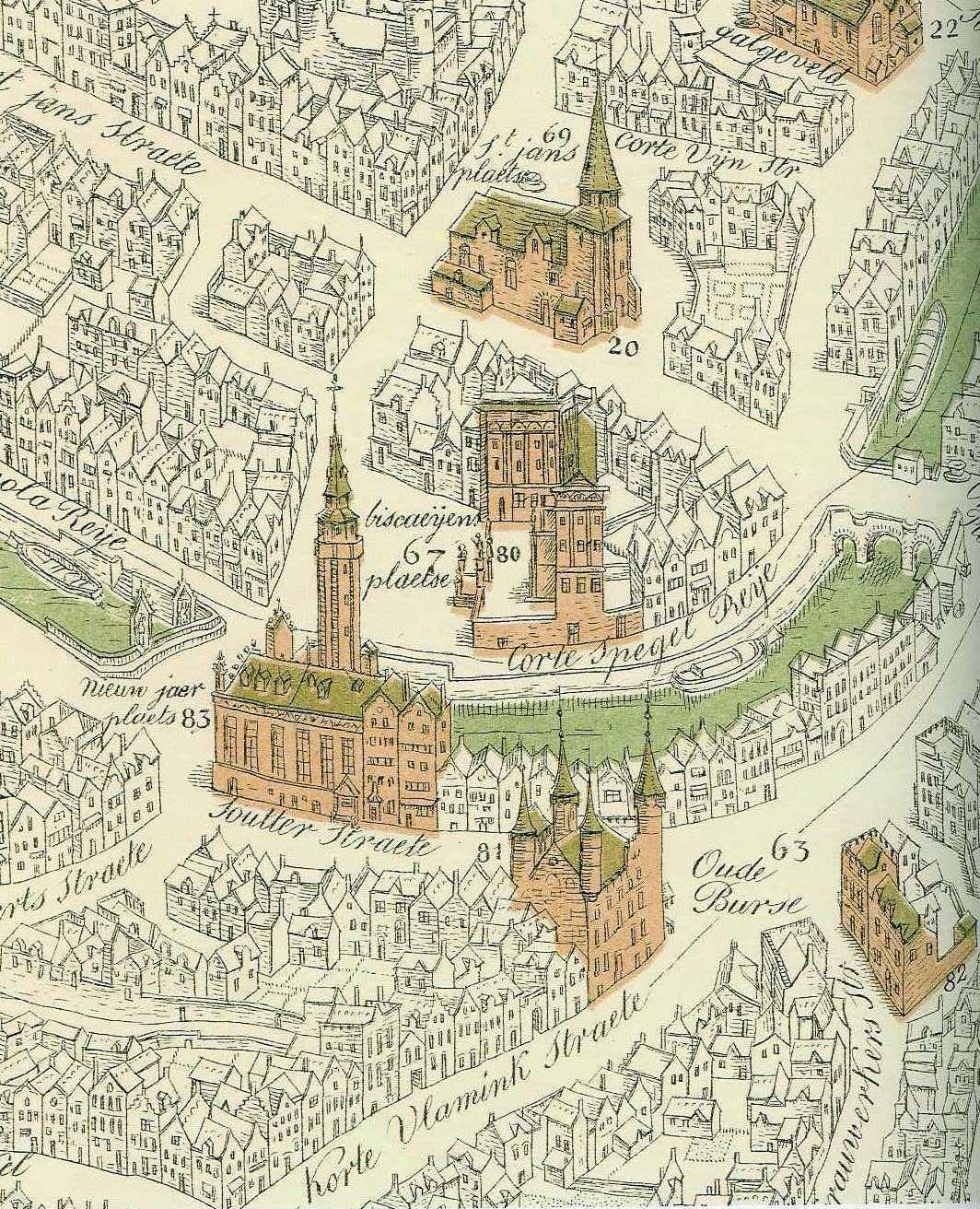
Het Biskajersplein en omgeving in 1562, afgebeeld op het stadsplan van Marcus Gerards